# 男女字典
《男女字典》是2003年香港網上行互動電視所製作的愛情劇，共二十集。

## 創作背景
男女字典由電訊盈科公司投資，承接2002年青春歌手演員主演的網絡電視劇《百分百感覺》和《百分百感覺2 冬日戀曲》，由文雋和屬下制作單位創作，在電訊盈科的收費OTT服務網站上播出。
劇本意念源自HBO電視劇慾望城市。

## 另見
- 電訊盈科媒體
- 香港電視娛樂

## 外部連結
- 官方网站